# Kalman Zingman
Kalman Zingman, noto anche con lo pseudonimo di Ben-Yakov (in yiddish קלמן זינגמאַן‎?, traslitterato anche Kalmen Zingman, oppure Singman; Slobodke, 1 novembre 1889 – Sinferopoli, 30 settembre 1929), è stato un editore e scrittore lituano di origine ebraiche.
Fu tra i promotori dell'autonomismo e della letteratura moderna in lingua ebraica yiddish.

## Biografia
Kalman Zingman ricevette un'educazione ebraica tradizionale, ma fu costretto a interrompere gli studi per dedicarsi al lavoro di venditore a causa di difficoltà economiche familiari. Grazie alla dote della moglie, riuscì poi ad aprire un negozio di stoffe tutto suo. Il miglioramento delle sue condizioni economiche gli permise di dedicarsi alla attività letteraria e poetica pubblicando alcune poesie in lingua yiddish nel 1909.
Durante la prima guerra mondiale si ritrovò tra le centinaia di migliaia di rifugiati ebrei costretti a lasciare i propri villaggi d'origine e a trasferirsi altrove. Fu a seguito dell'occupazione tedesca della Lituania che Zingman lasciò il paese per trasferirsi a Charkiv, dove si mantenne grazie a una piccola attività commerciale e dove continuò a sognare una carriera letteraria. Dopo la rivoluzione di febbraio del 1917 e l'abdicazione dello zar Nicola II, il nuovo governo provvisorio russo consentì la ripresa delle attività editoriali in lingua yiddish, che la censura militare russa aveva quasi paralizzato durante gli anni della guerra.
A seguito di simili cambiamenti, Zingman prese la decisione di dedicarsi alla sua passione per la letteratura: liquidò dunque la sua attività commerciale e fondò a Charkiv una piccola casa editrice specializzata in letteratura yiddish. Fino a prima della guerra Charkiv non aveva avuto un ruolo significativo nella vita ebraica. Lo acquistò solo successivamente in relazione all'afflusso di rifugiati provenienti dalle zone occidentali dell'Impero russo, in particolare dalla Lituania e dalla Bielorussia.
Zingman si dedicò in particolare alla pubblicazione di riviste yiddish come la Kunst-Ring Almanach, la cui ultima copertina fu disegnata dall'artista El Lissitzky, oppure Der yidisher komunist,  un pionieristico giornale comunista in lingua yiddish. L'opera più importante di questo periodo è senz'altro In der tsukunft-shtot Edenye (Nella futura città di Edenia), un racconto utopico pubblicato con lo pseudonimo di Ben-Yakov nel 1918, in cui l'autore si immagina la futura città di Edenia nel 1943, descritta sulla falsariga di Charkiv, in cui l'antisemitismo è scomparso, gli ebrei della diaspora hanno ottenuto la loro piena emancipazione grazie al principio dell’autonomia culturale e nazionale. Qui ebrei, ucraini, russi e polacchi vivono tutti in armonia tra loro, ciascuno facendo riferimento alla propria comunità nazionali di appartenenza.  Infatti, la visione di Zingman di un'esistenza pacifica per gli ebrei ucraini si lega alla storia del paese e della repubblica popolare ucraina (1917-1920), la quale istituì un Ministero per gli Affari Ebraici e riconobbe la lingua yiddish come una lingua di Stato.
La città di Edenia descritta da Zingman si propone come possibile alternativa al sogno sionista descritto da Theodor Herzl in Vecchia terra nuova. A Edenia, infatti, i popoli di diverse nazionalità sembrano aver raggiunto il fine kantiano di una pace perpetua e duratura. Persino in Palestina, dove l'impresa sionista ha sviluppato una vivace società ebraica secolare, arabi ed ebrei vivono tranquillamente gli uni accanto agli altri. Alla base della visione utopica di Zingman si può individuare il modello di autonomia culturale non marxista e non territoriale promosso dallo storico Simon Dubnow e ripresa dagli attivisti politici ebrei ucraini.
Nel 1921 Zingman tornò a Kaunas, in Lituania, dove proseguì la sua attività editoriale. Da quel momento fu impegnato in diverse imprese editoriali tra Kaunas e Berlino, altra sede della sua casa editrice, tra cui una collana di opuscoli in yiddish dedicati alla prosa, alla poesia, al teatro e alla critica letteraria. Spicca tra tutti la traduzione yiddish dei Dray redn iber yidntum (Tre discorsi sull'ebraismo) di Martin Buber nel 1923. Nello stesso periodo Zingman diresse la rivista letteraria intitolata Vispe (Isolotto), il cui intento era quello di sottolineare il crescente senso di isolamento provato da molti attivisti ebrei in Lituania.
Il romanzo del 1926  Oyfn shvindltrep (Sulla scala a chiocciola) è probabilmente l'opera letteraria migliore di Zingman. Trattasi di un romanzo in parte autobiografico ambientato a Kaunas che racconta le vicende di Nekhame Likhtenshteyn, personaggio femminile che ricorda Mirele, l'eroina del romanzo Nokh alemen (Quando tutto è detto e fatto) di Dovid Bergelson. L'alter ego di Zingman emerge nel romanzo sotto le sembianze di un editore e promotore del teatro yiddish locale che abbandona moglie e figli per seguire Nekhame. Il titolo del libro si riferisce alle scale che conducono alla collina di Linksmadvaris sopra la riva sinistra del fiume Nemunas e simboleggiano gli ideali vertiginosamente elevati dei personaggi del romanzo.
Nel 1928, malato ai polmoni, Zingman decise di recarsi a Sinferopoli, capoluogo della Crimea in Unione Sovietica, dove sperava probabilmente che il clima del luogo potesse guarirlo. Morì nel settembre del 1929.

## Pubblicazioni
- Bay di breges fun Nyeman (Sulla riva di Nemunas), 1917.
- Der halom fun a "gevezenem": hinṭer di ḳulisen fun Beylis'es protses (Il sogno di un "vecchio": dietro le quinte del processo Beilis), 1917.
- Bay der ozere:  dramatisher efilag in 1 akt (In riva al lago: epilogo drammatico in un atto), 1918.
- In der tsukunft-shtot Edenye (Nella futura città di Edenia), 1918.
- Maṭel der shnayder: poeme (Mattel il sarto: poema), 1919.
- Ven das harts  iz yung: lider (Quando il cuore è giovane: poesia), 1921.
- Di yunge yidishe poezye in Rusland (La giovane poesia yiddish in Russia), 1921.
- Oyfn shvindltrep (Sulla scala a chiocciola), 1926.

## Premi e riconoscimenti
Nel 2017, a quasi 100 anni dalla pubblicazione di Edenia, Evgenyj Fiks e Larissa Babij hanno curato e organizzato a Charkiv una mostra d’arte contemporanea ispirata e intitolata al racconto di Zingman. La mostra si è svolta presso il Centro Ermilov tra giugno e luglio del 2017 e all'inaugurazione ha partecipato anche la nipote di Kalmen Zingman. L'evento ha presentato le opere di una serie di artisti a livello internazionale che hanno risposto all'invito dei curatori a leggere l’utopia di Zingman e a creare un’opera artistica come se provenisse da un museo d'arte dell'immaginaria città utopica di Edenia. L'intenzione è stata quella di riscoprire il racconto di Zingman nella speranza di offrire una visione futura positiva per la città stessa di Charkiv, a fronte di un presente sempre più difficile, specialmente a seguito dell'annessione russa della Crimea nel 2014. I curatori della mostra riproposero così le domande analoghe a quelle poste da Zingman nella sua utopia, come, ad esempio, quale potrebbe essere un futuro migliore per l'Ucraina? Oppure quale posizione potrebbero ricoprire le minoranze religiose ed etniche al suo interno?
( Evgenyj Fiks, curatore della mostra)